# Centrale hydroélectrique de Sima
La centrale hydroélectrique de Sima est une centrale hydroélectrique norvégienne située dans la kommune d'Eidfjord, dans le comté de Vestland. Mise en service en 1980, la centrale de 1 120 MW est la seconde en importance en Norvège, immédiatement après celle de Kvilldal. Creusée à l'intérieur du roc à 700 m de profondeur, elle dispose de quatre réservoirs d'une capacité maximale de 660 millions de m3. Quatre turbines Pelton produisent annuellement 2 840 GWh, soit l'équivalent de la production d'une ville de la taille de Bergen.

## Historique
Le développement de l'aménagement hydroélectrique de Sima a débuté en 1917 avec des travaux menés à Osa par la société Osa Fossekompani AS, qui planifiait d'aménager une ville de 5 000 habitants et une aluminerie alimentée par la ressource hydraulique de la région. Les travaux sont suspendus après 8 ans, en raison de la faillite de l'entreprise. Ils reprennent pendant l'occupation allemande de la Norvège durant la Seconde Guerre mondiale. Plus de 1800 ouvriers tentent de compléter le développement, mais les travaux sont abandonnés en 1944 lors de la reddition des troupes allemandes. La concession hydraulique est reprise par l'état en 1947 et la planification du complexe hydroélectrique reprend à compter de 1962, sous l'égide de Statskraftverkene, qui soumet une demande d'autorisation en 1968. Une version limitée du développement projeté est approuvée par le Storting en 1973. Les travaux de construction durent pendant sept ans. Au plus fort de l'activité, plus de 1 200 ouvriers travaillent au chantier.

## Barrages

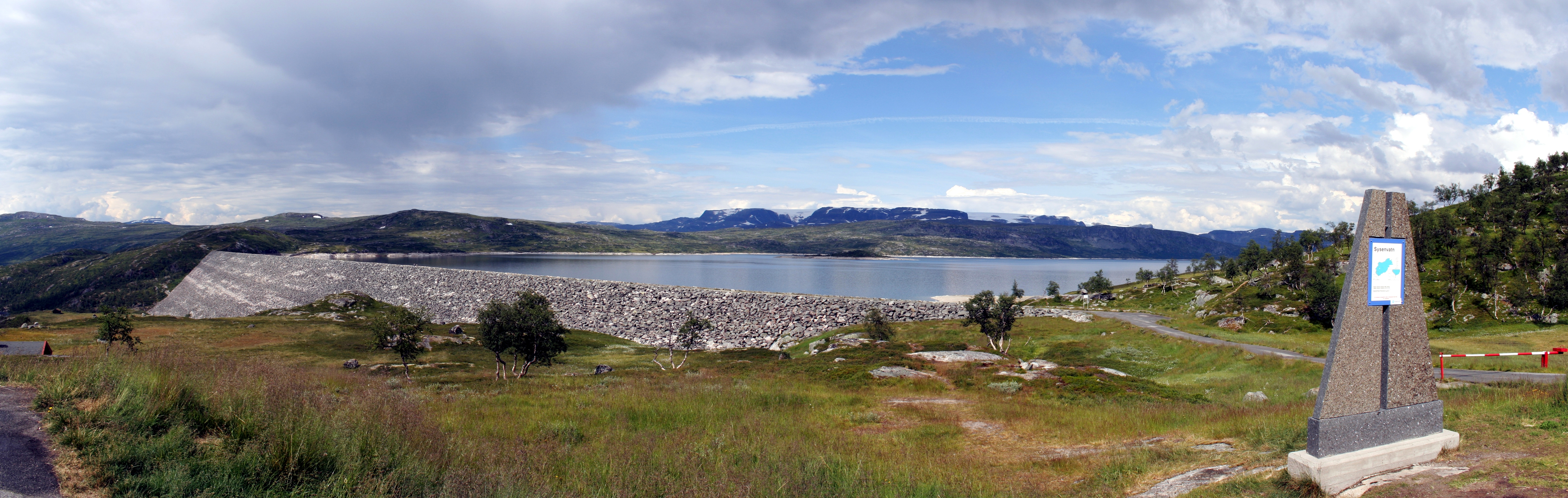
Le barrage de Sysendammen ferme le réservoir de Symenvatn, au sud-est de la centrale de Sima.

La centrale de Sima est alimentée par deux bassins versants qui alimentent chacun deux turbines.

## Centrale

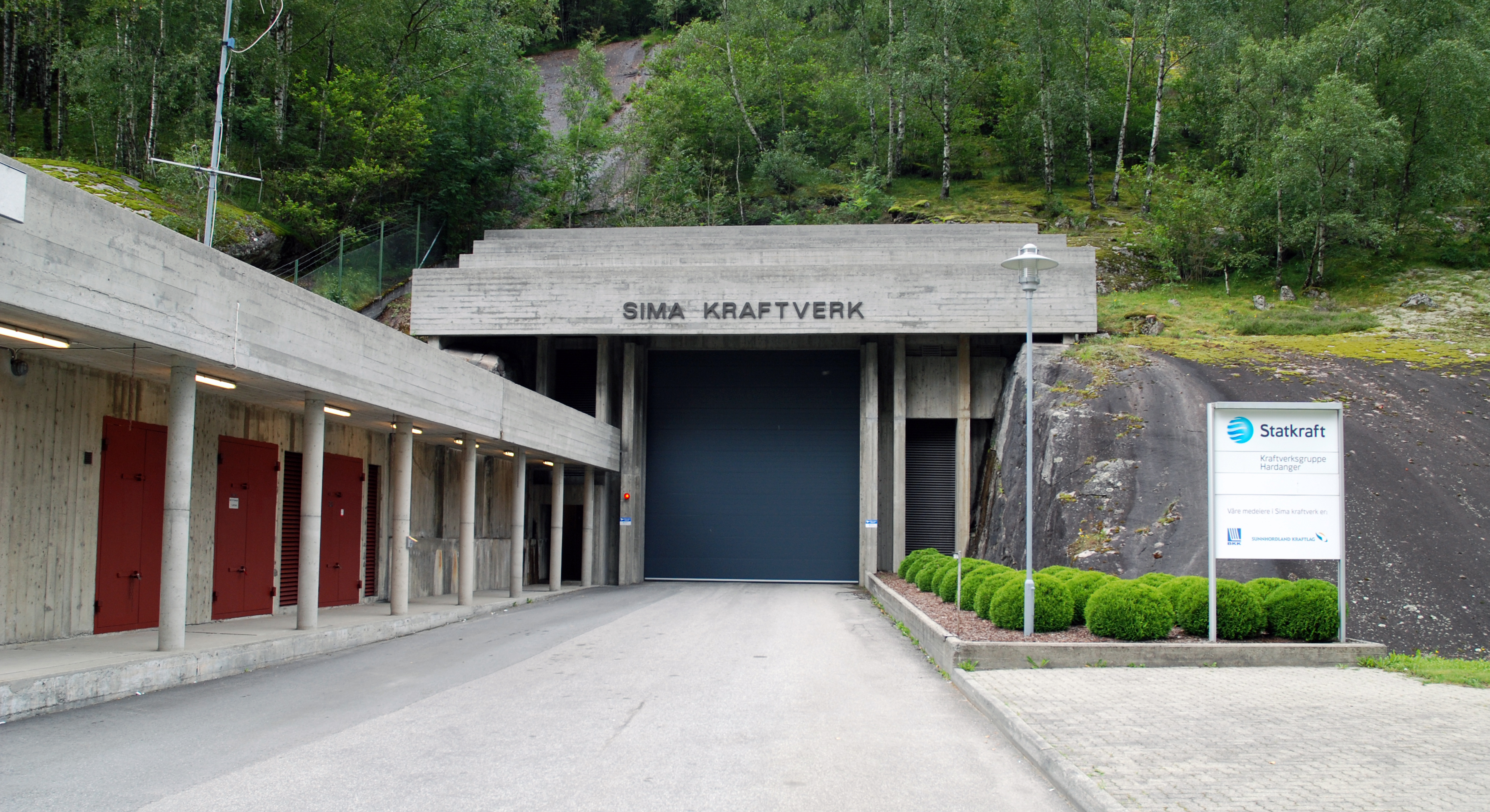
L'entrée de la centrale.

La centrale est construite dans une immense caverne de 200 m de long, de 20 m de large et de 40 m de hauteur située à quelques mètres du niveau de la mer afin de maximiser la hauteur de chute. Les groupes turbine-alternateur alimentent un poste élévateur qui convertit la tension de 16-20kV vers la tension de 420 kV pour alimenter le réseau principal de Statnett, l'opérateur national. Les opérations sont télécommandées d'un poste de contrôle situé à Sauda, situé à environ 100 km de la centrale.